# Nikołaj Smirnow (funkcjonariusz NKWD)
Nikołaj Wasiljewicz Smirnow (ros. Николай Васильевич Смирнов, ur. 1909 w Astrachaniu, zm. ?) – funkcjonariusz radzieckich organów bezpieczeństwa, ludowy komisarz bezpieczeństwa państwowego Jakuckiej ASRR (1943-1944).

## Życiorys
Od stycznia 1931 do stycznia 1932 sekretarz odpowiedzialny komórki Komsomołu w szkole fabryczno-zawodowej, komitetu fabrycznego Komsomołu, kierownik wydziału kulturalno-propagandowego miejskiego komitetu Komsomołu w Rostowie. Od stycznia 1932 do grudnia 1933 starszy ekonomista w fabryce, od 1932 studiował w Instytucie Technologicznym, a 1935-1936 w Moskiewskim Instytucie Inżynieryjnym. Technolog i kierownik warsztatu w fabryce maszyn rolniczych w Moskwie, od marca do sierpnia 1938 kursant Centralnej Szkoły NKWD, 27 czerwca 1938 mianowany sierżantem bezpieczeństwa państwowego, od września 1938 w centralnym aparacie NKWD, od 21 stycznia 1939 do 26 lutego 1941 szef Zarządu NKWD obwodu irkuckiego, 21 lutego 1939 mianowany kapitanem bezpieczeństwa państwowego. Od 26 lutego do 31 lipca 1941 szef Zarządu NKGB obwodu irkuckiego, od sierpnia 1941 do maja 1943 zastępca ludowego komisarza, a od 7 maja 1943 do 7 kwietnia 1944 ludowy komisarz bezpieczeństwa państwowego Jakuckiej SRR, od 11 lutego 1943 w stopniu podpułkownika, a od 28 stycznia 1944 pułkownika bezpieczeństwa państwowego. Od 7 kwietnia 1944 do 20 sierpnia 1946 szef Zarządu NKGB/MGB obwodu tambowskiego, od listopada 1946 do czerwca 1948 dyrektor fabryki w Moskwie, później pracował w ministerstwie budowy maszyn i urządzeń ZSRR.

## Odznaczenia
- Order Czerwonego Sztandaru Pracy
- Order Wojny Ojczyźnianej II klasy (24 kwietnia 1945)
- Order Czerwonej Gwiazdy (26 kwietnia 1940)
- Order „Znak Honoru” (20 września 1943)